# Ina Ray Hutton
Ina Ray Hutton (13 de marzo de 1916 – 19 de febrero de 1984) fue una cantante estadounidense de la época de las Big Band, y hermana por parte de padre de June Hutton.

## Biografía
Su verdadero nombre era Odessa Cowan, y nació en Chicago, Illinois, en el seno de una familia de origen irlandés. Su madre, Marvel Ray, era pianista y artista local. A los ocho años de edad ya bailaba y cantaba sobre el escenario en revistas. Estudió en la Hyde Park Career Academy de South Side (Chicago). 
En los años treinta actuó en el circuito de Broadway en revistas de la serie George White's Scandals y en producciones Ziegfeld Follies. 
En 1934 le pidieron ser la cantante de una orquesta femenina, la Melodears, en la cual trabajaban diversas intérpretes, entre ellas la trompetista Frances Klein. Fue una de las bandas femeninas más destacadas de la época, la primera en ser grabada y rodaron varios cortometrajes para la Paramount. Ella era la cantante y líder del grupo y a menudo era apodada "La rubia explosiva del ritmo". El grupo desapareció en 1939, y en 1940 se convirtió en la cantante de una orquesta, cuya trayectoria duró hasta 1946. 
Ina Ray Hutton se casó con el músico Randy Brooks a finales de los años cuarenta. La cantante se retiró en 1968, y falleció en 1984, a causa de las complicaciones de una diabetes, en Ventura (California). Tenía 67 años de edad.